# ロザリンド・ラッセル
ロザリンド・ラッセル（Rosalind Russell, 1907年6月4日 - 1976年11月28日）は、アメリカ合衆国の女優。

## 来歴
コネティカット州出身。カトリック学校に通った後、ニューヨークのアメリカン・アカデミー・オブ・ドラマティック・アート（American Academy of Dramatic Arts）で演技を学んだ。
ファッション・モデルやブロードウェイでの経験を経た後、ユニヴァーサル映画と契約したが、すぐにメトロ・ゴールドウィン・メイヤーに移り、1934年に映画デビュー。コメディでその持ち味を発揮し、1940年に製作されたハワード・ホークス監督のスクリューボール・コメディ『ヒズ・ガール・フライデー』のヒロイン役は特に有名である。
アカデミー賞ノミネートは4回、ゴールデングローブ賞を5度受賞、トニー賞も受賞しており、映画・舞台の両方で活躍した。

## 主な出演作品
- 悪夢 Evelyn Prentice (1934)
- 結婚十分前 Forsaking All Others (1934)
- 春の宵 The Night Is Young (1935)
- 空の軍隊 West Point of the Air (1935)
- 無軌道行進曲 Reckless (1935)
- 支那海 China Seas (1935)
- 米国の機密室 Rendezvouz (1935)
- 何が彼をそうさせたか It Had to Happen (1936)
- 二国旗の下に Under Two Flags (1936)
- 姫君御満足 Trouble for Two (1936)
- クレイグの妻 Craig's Wife (1936)
- 夜は必ず来る Night Must Fall (1937)
- 結婚スクラム Four's a Crowd (1938)
- 城砦 The Citadel (1938)
- ザ・ウィメン The Women (1939)
- ヒズ・ガール・フライデー His Girl Friday (1940)
- My Sister Eileen (1942) ※アカデミー主演女優賞ノミネート
- 風を起す女 What a Woman! (1943)
- 世界の母 Sister Kenny (1946) ※ゴールデングローブ賞主演女優賞受賞、アカデミー主演女優賞ノミネート
- Mourning Becomes Electra (1947) ※ゴールデングローブ賞主演女優賞受賞、アカデミー主演女優賞ノミネート
- 特ダネ女史 A Woman of Distinction (1950)
- ピクニック Picnic (1955)　-　キネマ旬報ベストテン第3位
- メイム叔母さん Auntie Mame (1958) ※ゴールデングローブ賞主演女優賞受賞、アカデミー主演女優賞ノミネート
- A Majority of One (1961) ※ゴールデングローブ賞主演女優賞受賞
- ジプシー Gypsy (1962) ※ゴールデングローブ賞主演女優賞受賞
- 青春がいっぱい The Trouble with Angels (1966)
- 青春ダイナマイト Where Angels Go Trouble Follows! (1968)
- 危険な国から愛をこめて Mrs. Pollifax-Spy (1971)